# Margarida II de Dinamarca
Margarida II de Dinamarca (danès: Margrethe II)  (Amalienborg i Copenhaguen, 16 d'abril de 1940) és l'actual reina emèrita de Dinamarca, Groenlàndia i les illes Fèroe. Anteriorment, va ser la reina de Dinamarca, Groenlàndia i les Illes Fèroe des del 1972, any que morí el seu pare, el rei Frederic IX fins al 14 de gener de 2024 quan va abdicar en favor del seu fill, el rei Frederic X.

## Biografia
Nascuda al Palau d'Amalienborg el dia 16 d'abril de 1940 escassos dies abans que els nacionalsocialistes ocupessin el petit estat escandinau. La princesa era filla del llavors príncep hereu i després rei Frederic IX de Dinamarca i de la princesa Íngrid de Suècia. El dia del seu bateig a la Capella Naval, el 14 de maig de 1940, rebé els noms de Margarida, Alexandrina, Þórhildur i Íngrid; el nom de Þórhlidur, islandès, en honor d'Islàndia, illa de la qual el seu avi fou rei fins a l'any 1945. La princesa era neta del rei Cristià X de Dinamarca i de la duquessa Alexandrina de Mecklenburg-Schwerin per via paterna, mentre que per via materna ho era del rei Gustau VI Adolf de Suècia i de la princesa Margarida del Regne Unit.
La princesa es casà el 1967 a Copenhaguen amb el comte francès Enric de Monpezat. La parella s'instal·là a Copenhaguen, on van néixer els seus dos fills: 
- El rei Frederic de Dinamarca, Frederic X, nascut el 1968 i al tron des del 2024. Es casà l'any 2004 amb l'australiana Maria Elisabet Donaldson.

- SAR el príncep Joaquim de Dinamarca, nascut el 1969. Es casà l'any 1995 amb la ciutadana de Hong Kong, Alexandra Manley, de la qual es divorcià l'any 2004. Es casà, en segones núpcies, l'any 2007 amb la francesa Marie Cavallier.

Nascuda com a simple princesa de Dinamarca, sense estar destinada a regnar a conseqüència de les lleis de successió del país que excloïen les dones del tron, l'any 1953, a causa d'un canvi legislatiu, esdevingué princesa hereva. A partir de 1958 ocupà una cadira al Consell d'Estat i ocupà la regència en cas que el seu pare fos fora del país.
Estudià la ciències polítiques a la Universitat d'Aarhus durant els anys 1961 i 1962 i va fer els últims cursos a la Universitat de la Sorbona de París i a la London School of Economics l'any 1965.
Com a cap d'una monarquia constitucional, la reina de Dinamarca no actua de manera independent en els seus actes polítics. Al contrari, cal que sigui refrendada en totes les seves actuacions públiques. Malgrat això, la reina participa activament en els Consells d'Estat i és informada pel Primer Ministre i pel Ministre d'Afers Exteriors en tot moment. Margarida II té també l'Alt Comandament de les Forces Armades de Dinamarca i la Constitució li atribueix declarar la guerra i fer tractats de pau.
A part de la seva faceta pública, la sobirana també ha desenvolupat una important carrera artística en el món de la pintura i de les il·lustracions. Entre d'altres, ha il·lustrat dues edicions del llibre El senyor dels anells publicades el 1977 i 2002. També ha traduït al danès nombrosos llibres i opuscles.
Margarida II va anunciar per sorpresa la seva abdicació del tron danès durant el discurs de cap d'any, el 31 de desembre de 2023. Va ser succeïda pel seu fill primogènit, Frederic X com a rei de Dinamarca, Groenlàndia i les Illes Feroè.